# 沖縄県道204号長山港佐良浜港線
沖縄県道204号長山港佐良浜港線（おきなわけんどう204ごう ながやまこうさらはまこうせん）は、沖縄県宮古島市伊良部池間添の長山港と伊良部前里添佐良浜の佐良浜港とを結ぶ一般県道。

## 概要

### 区間
- 起点：宮古島市伊良部字池間添（長山港）
- 終点：宮古島市伊良部字前里添佐良浜（佐良浜港）
- 総延長：14.395km[1]
- 実延長：13.435km[1]

### 通過自治体
- 宮古島市（伊良部島）

### 交差・重複路線
- 沖縄県道252号平良下地島空港線（宮古島市伊良部池間添 - 伊良部国仲）
- 沖縄県道90号下地島空港佐良浜線（宮古島市伊良部国仲・伊良部前里添佐良浜 - 終点）

### 主要施設
- 長山港（起点）
- 伊良部郵便局（宮古島市伊良部国仲）
- 宮古島市伊良部庁舎（宮古島市伊良部長浜）
  - 佐良浜出張所（宮古島市伊良部前里添・県道90号被重複区間内）
- 佐良浜港（終点）

## 歴史
- 1953年（昭和28年）に琉球政府道伊良部港佐良浜港線として指定。のちに伊良部佐良浜港線となり1972年（昭和47年）の本土復帰直前に現路線名に改称、復帰と同時に県道となった。